# أفيغا
أفيغا هي قرية في جزيرة أوبولو في ساموا. تقع على الساحل الشمالي الأوسط للجزيرة إلى الغرب من العاصمة أبيا في الريف. عدد سكانها 1998 نسمة.
أفيغا هي جزء من الدائرة الانتخابية (منطقة فايبول) سَغاغا لي أوسوغا Sagaga Le Usoga والتي تعد جزءًا من ضاحية تواماساغا السياسية الأكبر.